# Габрієль-Сюзанна Барбо де Вільнев
Габрієлль-Сюзанн Барбо де Вільнев (фр. Gabrielle-Suzanne Barbot de Villeneuve) (*1695 — † 29 грудня 1755) — французька письменниця, казкарка. Більшість її творів призабуті французькою спільнотою, але вона вважається першим автором популярної і всесвітньо відомої казки — «Красуня і чудовисько».

## Біографія
Барбот народилась й померла у Парижі, але вона належала до потужної протестантської родини з Ла — Рошель. Сюзан — нащадок знатного Амоса Барбот, що був пером Франції. Його брат Жан Амос став мером Ла-Рошель у 1610 році. Інший предок, Жан Барбот (1655—1712) був раннім дослідником Західної Африки й Карибського басейну, Жан працював агентом на невільничих судах. Він опублікував свої проїзні журнали французькою та англійською мовами, коли мігрував до Англії, тікаючи від переслідування протестантів. Переслідування тривало й після того, як Людовик XIV скасував Нантський едикт 1685 року.
У 1706 році Габрієль-Сюзанн вийшла заміж за Жан-Батист Гаалон де Вільнев, члена аристократичної сім'ї з Пойту. Після шести місяців шлюбу, вона просить свого чоловіка поділити майно, тому що Жан-Батист вже змарнував більшу частину спільної родинної спадщини. Від цього шлюбу народилася дочка, але ніякі записи не вказують, що вона вижила. У 1711 році Габрієль-Сюзанн стала вдовою у віці 26 років.

## Творчість
Щоб знайти собі заняття та кошти на життя, вона попрямувала до Парижу, де зустрілась із Кребійоном або Crébillon Пере, найвідомішим драматургом. Цілком ймовірно, що вона розпочала з ним співпрацю на початку 1730-х років (хоча найраніша документально вказана дата 1748), й залишалась з ним до самої смерті у 1755 році.
Габрієль-Сюзанн публікувала казки та романи. Її публікації включають новелу «Le Phénix conjugal, nouvelle du temps» (1734), дві збірки казок, «Молодий американець Ле-Конт Марінс» (La Jeune Américaine-ле-Конт Marins) (1740), а також чотири романи. «La Jardinière de Vincennes» вважався її шедевром й найбільшим комерційним успіхом.
Вона особливо відома своєю оригінальною історією про «La Belle et la Bête», яка є найстарішим відомим варіантом казки Красуня і чудовисько. Після її смерті, твори Вільнев були скорочені, переписані. Виданий Лепренс де Бомон в 1756 році її журнал Magasin де Enfants мав дати молодим англійським дівчатам моральні уроки. У цій популярній публікації ніде не згадується, що Вільнев авторка твору. Тому Лепренс де Бомон часто вказується як автор цієї відомої казки. Її скорочений варіант є одним із найбільш відомих сьогодні.

## Список творів
Відшукати всю творчість письменниці дуже важко, адже багато з них вона видавала анонімно, відома частина підписана як "Mme de V*** ", наразі, відомі такі її твори:
- «Le Phénix conjugal, nouvelle du temps» (1734)
- «Gaston de Foix», quatrième du nom, nouvelle historique, galante et tragique (1739)
- «Contes de cette année» (1744) і як посмертне видання «Contes de Mme de Villeneuve» (1765)
- «Les Belles solitaires» (1745)
- «La Jardinière de Vincennes» (1753)
- «Le Juge prévenu» (1754)
- «La Jeune Américaine et les contes marins» (1740)
- «Le Beau-frère supposé» (1740)
- «Le Temps et la patience, conte moral» (1768) як посмертне видання